# Dood punt

Een dood punt is het uiteinde van de beweging van een zuiger, of in het algemeen van een toestel dat heen en weer beweegt.
Wordt een heen-en-weergaande beweging omgezet in een ronddraaiende beweging, zoals bij een door een zuiger aangedreven machine, dan kunnen de dode punten een probleem opleveren. Staat de machine precies in een dood punt stil, dan kan hij niet in beweging komen.
Het kan dan nodig zijn de machine handmatig een zetje te geven, wat bij een zware machine natuurlijk niet mogelijk is. Is de machine eenmaal in beweging, dan zal de traagheid van het vliegwiel ervoor zorgen dat de machine probleemloos voorbij de dode punten komt.
Het dode punt dat het verst van de krukas verwijderd is, heet bovenste dode punt (BDP). Aan de andere kant ligt het onderste dode punt (ODP).

## Stoommachine
Een stoomlocomotief heeft altijd minstens twee cilinders die een gemeenschappelijke as aandrijven.
Door de krukken op de as onder een hoek van 90 graden ten opzichte van elkaar te zetten, is het onmogelijk dat beide cilinders in het dode punt staan, zodat een stoomlocomotief uit elke stand in beweging kan worden gebracht.

## Benzinemotor
Een benzinemotor kan nimmer zelfstandig in beweging worden gebracht maar moet (bijvoorbeeld met een startmotor) op snelheid worden gebracht. Hierdoor zijn de dode punten geen probleem meer.